# Таємний музей (Неаполь)

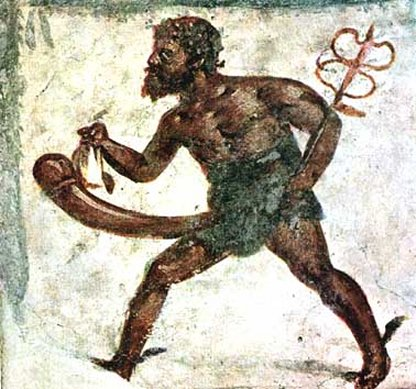
Пріап із кадуцеєм (Секретний кабінет, Неаполь).

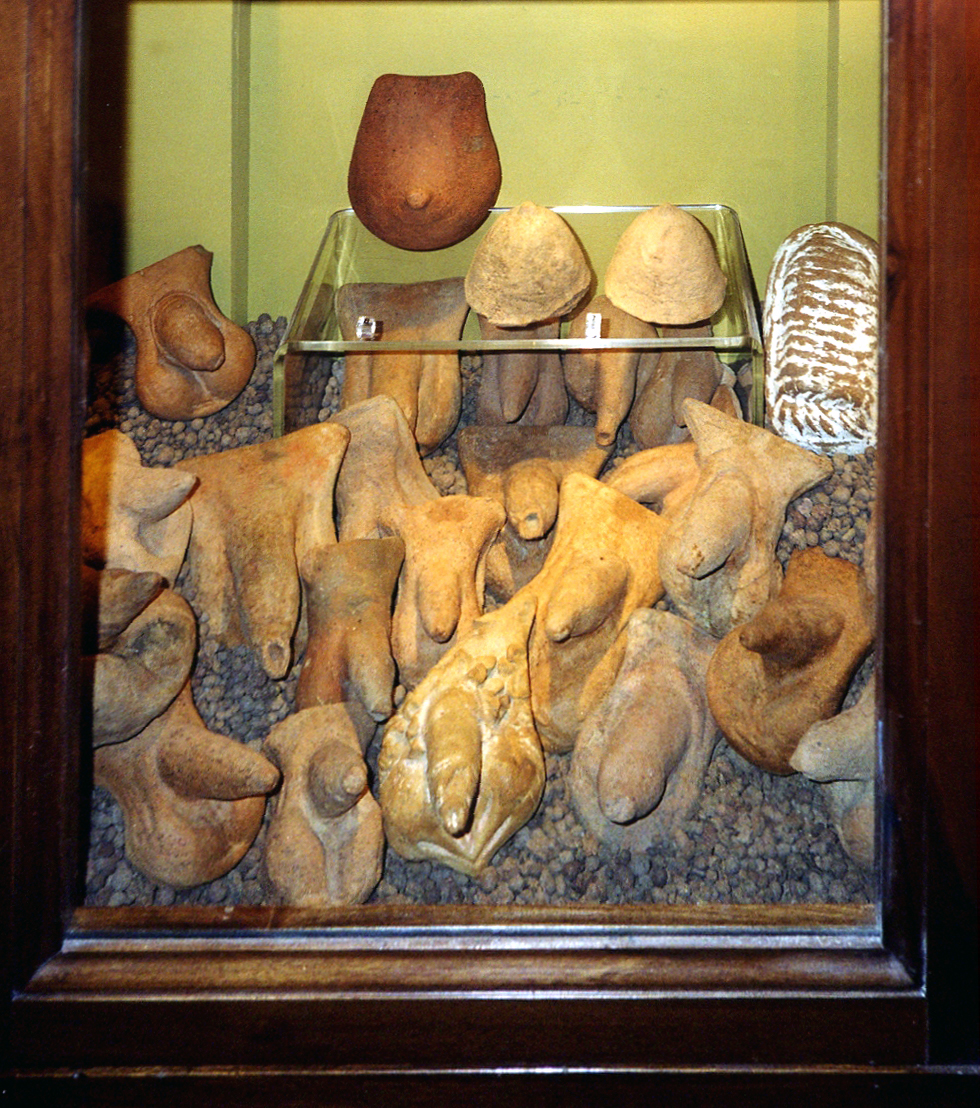
Вотивні предмети у Секретному кабінеті.

Секретний кабінет (Gabinetto Segreto) в Археологічному музеї Неаполя — найстаріший у світі музей еротичного мистецтва. У ньому представлені переважно знахідки з Помпей та Геркуланума.

## Історія
Розкопки в Помпеях стали найбільшим археологічним проєктом епохи Просвітництва і відродили у художніх колах інтерес до класицизму в мистецтві. Проте суха раціональність естетики класицизму не в'язалася з багатьма помпейськими знахідками, особливо зробленими у міському лупанарії. Серед «незручних» для експонування предметів були фрески та написи пріапеї, скульптурні сцени содомії та зоофілії, домашнє начиння фалічної форми.
Вчені губилися в здогадах про те, як вчинити з помпейською «порнографією», врешті це питання було вирішено у 1819 році королем Франческо I, який відвідав місця розкопок у супроводі дружини та дочки. Монарх був настільки обурений побаченим, що зажадав відвезти всі «крамольні» предмети до столиці та замкнути їх у Секретному кабінеті.
У 1849 р. двері в кабінет були закладені цеглою, потім доступ до нього був все ж таки відкритий «особам зрілого віку та бездоганної репутації».
У самих Помпеях фрески, які не підлягали демонтажу, але ображали громадську моральність, були прикриті завісами, які дозволялося підіймати лише за плату для осіб чоловічої статі. Ця практика існувала ще в 1960-ті роки. Наприкінці 1960-х років відбулася спроба «лібералізації» виставкового режиму та перетворення Секретного кабінету на загальнодоступний музей, але вона була припинена консерваторами. Кабінет був відкритий для публіки лише на нетривалий час.
Секретний кабінет як один з останніх проявів цензури сприймався неоднозначно, і його утримання викликало багато дискусій.
2000 року він нарешті був відкритий для загального відвідування повнолітніми. Для відвідування підлітками потрібен письмовий дозвіл батьків. У 2005 році фонди Секретного кабінету були остаточно передані у розпорядження дирекції Національного археологічного музею. Неаполя.